# 库尔 (洛特省)
库尔（法語：Cours）是法国洛特省的一个旧市镇，属于卡奥尔区。2017年1月1日，库尔与邻近的2个市镇合并为新市镇贝勒丰-拉罗兹。

## 地理
库尔（44°31'7"N, 1°32'27"E）面积17.05 平方千米，位于法国奧克西塔尼大區洛特省，该省份为法国西南部内陆省份，北起顺时针与科雷兹省、康塔爾省、阿韦龙省、塔恩-加龙省、洛特-加龍省和多尔多涅省接壤。
与库尔接壤的市镇（或旧市镇、城区）包括：卡布勒雷、克拉、弗朗库莱斯、纳迪亚克、瓦尔鲁菲耶、韦尔。
库尔的时区为UTC+01:00、UTC+02:00（夏令时）。

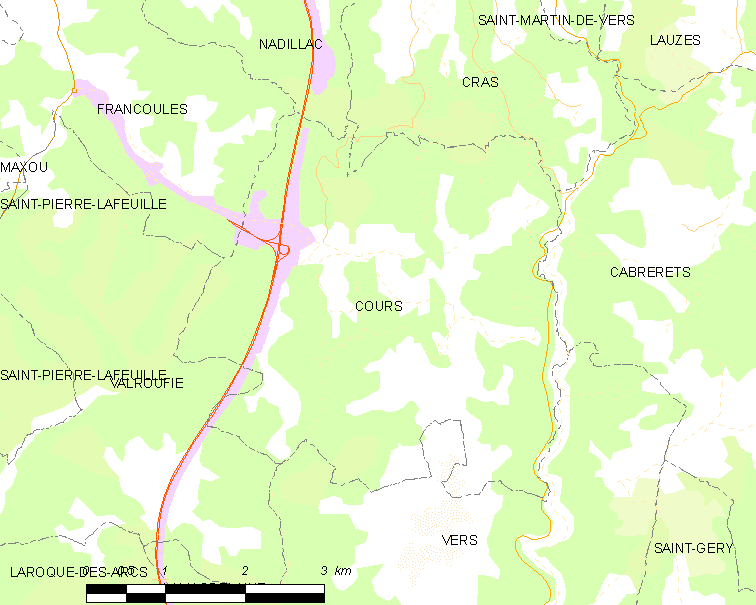
库尔的OSM定位图

## 行政
库尔的邮政编码为46090，INSEE市镇编码为46077。

## 政治
库尔所属的省级选区为卡奥尔第二县。

## 人口

1962-2008年间库尔人口变化图示

库尔于2018年1月1日时的人口数量为280人。